# Mikhail Vartanov
Mikhail Vartanov (em russo:  Михаил Вартанов, em armênio/arménio:  Միքայել Վարդանով, em francês:  Mikhaïl Vartanov) (União Soviética, 21 de fevereiro de 1937 – Hollywood, 31 de dezembro de 2009) foi um diretor de filmes soviético que deu significativa contribuição ao cinema mundial com os documentários Parajanov: The Last Spring e Seasons.
Se formou na Escola de Cinema Russa (VGIK) em 1966.
Ele é considerado um importante diretor de fotografia e documentarista de sua geração, conhecido por colaborações artísticas com Sergei Parajanov e documentários influentes como Parajanov: The Last Spring, The Seasons (dirigido por Artavazd Peleshyan), The Color of Armenian Land e uma série de ensaios incluindo The Unmailed Letters.

## Início de carreira
O filme de estreia de Vartanov, The Color of Armenian Land, marcou o início de seu estilo de marca registrada, posteriormente apelidado como a "direção da ação sem direção". Este documentário, com um comentário silencioso estilizado do pintor Martiros Saryan, também apresentou os amigos de Vartanov, os artistas dissidentes Minas Avetisyan e Sergei Parajanov. Devido a isso, o filme foi censurado e suprimido; levando ao assassinato de Avetisyan e à prisão de Parajanov logo depois.

## Amizade com Sergei Parajanov e a lista negra
Mikhail Vartanov teve um relacionamento próximo com o diretor preso Sergei Parajanov  Ele conheceu o trabalho de Parajanov em 1964, depois de assistir ao filme Shadows of Forgotten Ancestors e às filmagens de teste dos afrescos de Kiev inacabados quando estudante no Instituto Gerasimov de Cinematografia de Moscou. A amizade de toda a vida começou depois que se conheceram pela primeira vez em 1967, na Armênia, e discutiram o roteiro de The Color of Pomegranates (também conhecido como Sayat Nova).
O próximo filme de Vartanov, Autumn Pastoral - escrito por Artavazd Peleshyan e com trilha sonora do compositor Tigran Mansurian - foi arquivado. Depois que Sergei Parajanov foi preso em Kiev em 1973, Vartanov protestou imediatamente ao Procurador-Geral da Ucrânia. O documento recentemente divulgado provou que foi aquela carta em apoio a Parajanov que levou ao assédio intensificado que Vartanov suportou, e sua subsequente demissão dos Estúdios Armenfilm 4 meses após a prisão de Paradjanov. Em uma carta da prisão, Parajanov escreveu a Vartanov: "Você e sua pureza estão colidindo com as circunstâncias e predadores ... Isso é vida".

## Citações
"Em nossa terra, o governo fabrica a biografia do Artista. Honra e premia um, por nada, e desonra e aprisiona o outro - um governo sábio - deseja converter os dois em escravos obedientes".
“Provavelmente, além da linguagem cinematográfica sugerida por Griffith e Eisenstein, o cinema mundial não descobriu nada de revolucionariamente novo até a 'Cor das Romãs', sem contar a linguagem geralmente inaceitável do 'Cachorro Andaluz' de Bunuel".

## Citações sobre Vartanov
- O filme Parajanov: The Last Spring de Vartanov [...] exemplifica o poder da arte sobre quaisquer limitações." (Francis Ford Coppola)[1][7]
- "Vartanov [...] Irmão e amigo nas artes e na terra ... Querido, amado, raro e maravilhoso. Talvez, você seja o único amigo que me obriga a viver ... Você possui tudo o que um artista precisa - - mente, bondade, princípios, liberdade. Criar ... Essa é a sua missão." (Sergei Parajanov, 1974)
- "Vartanov - o Eyemoman [...]" (William Saroyan, 1978)[8]
- "Meu caro amigo [...] Se você gostar do roteiro (Deserto), juntos poderíamos fazer uma obra-prima [...]" (Artavazd Peleshyan, anos 1980)
- "Em 9 de janeiro, veio o homem mais devotado de Vartanov [...] Parajanov [...] um homem incrível [...] fez um discurso incrível [...]" (Gayane Khachatryan, 1990)
- "O filme de Vartanov [...] me emocionou e me encheu de força [...]" (Tonino Guerra, 1993)
- “Vartanov foi um intelectual incrível, talvez um dos últimos [...]” (Yuri Mechitov, 2010)
- "Misha Vartanov [...] Um dos homens mais íntegros e justos que já conheci [...]" (Roman Balayan, 2010)
- "Temos que garantir que o trabalho de artistas seminais como Mikhail Vartanov seja preservado, promovido e acessível ao maior público possível. Seus filmes, feitos contra todas as probabilidades e sob as condições mais adversas, são cruciais para a importante herança do cinema mundial." (Agnieszka Holland)[9]
- "Vartanov fez um filme maravilhoso Parajanov: A Última Primavera [...]" (Martin Scorsese)

## Filmografia
| Ano                          | Título em inglês            | Titulo (original)                     | Romanização            |
| ---------------------------- | --------------------------- | ------------------------------------- | ---------------------- |
| 1969                         | The Color of Armenian Land  | (em russo) Цвет Армянской Земли       | Tsvet armyanskoy zemli |
| 1971                         | Autumn Pastoral             | (em russo) Осенчяя пастораль          | Osenn'yaya pastoral'   |
| 1972                         | And So Every Day            | (em russo) И так каждый день          | I tak kazhdiy dyen'    |
| 1974                         | Kadjaran                    | (em russo) Каджаран                   | Kajaran'               |
| 1975 (diretor de fotografia) | Seasons of the Year         | (em russo) Bремена Года               | Vremena Goda'          |
| 1979 (diretor de fotografia) | The Mulberry Tree           | (em russo) Шелковица                  | Shelkovitsa'           |
| 1984                         | Roots                       | (em russo) Корни                      | Korni'                 |
| 1987                         | Erased Faces                | (em armênio) Ջնջվաց դեմքեր            | Jenjevatz demker'      |
| 1989                         | Minas: A Requiem            | (em armênio) Մինաս. ռեկվիէմ           | Minas. rekviem'        |
| 1992                         | Paradjanov: The Last Spring | (em inglês) Parajanov: The Confession |                        |